# پشت چشمهایش (رمان)
پشت چشمهایش (انگلیسی: Behind Her Eyes) یک رمان مهیج رمزآلود نوشتهٔ سارا پینبرو است که در سال ۲۰۱۷ منتشر شد و در لیست پرفروش‌ترین کتاب‌های سال قرار گرفتت.
این کتاب به فارسی در ایران توسط پرستو جهان بین ترجمه شده است.